# Atlas LV-3B
El Atlas LV-3B, Atlas D Mercury Launch Vehicle o Mercury-Atlas Launch Vehicle, era un sistema de lanzamiento desechable calificado para humanos utilizado como parte del Proyecto Mercury de los Estados Unidos para enviar astronautas a la órbita terrestre baja . Fabricado por la empresa estadounidense de fabricación de aviones Convair, se derivó del misil SM-65D Atlas y fue miembro de la familia de cohetes Atlas .
El misil Atlas D fue la elección para el Proyecto Mercury, pues que era el único vehículo de lanzamiento en el arsenal de EE. UU. que podía poner la nave espacial en órbita. Pero su fiabilidad distaba mucho de ser perfecta, y los lanzamientos de Atlas que terminaban en explosiones eran algo muy común en Cabo Cañaveral. El Atlas también había sido diseñado originalmente como un sistema de armas, por lo que su diseño y confiabilidad no tenían que ser necesariamente perfectos al 100%. Como tal, se tuvieron que tomar medidas significativas para calificar el misil humano y hacerlo seguro y confiable, a menos que la NASA deseara pasar varios años desarrollando un vehículo de lanzamiento dedicado para programas con tripulación o esperar a que el misil misil Titan II de próxima generación entre en funcionamiento. . La configuración de Atlas de etapa y media se consideró preferible a la Titan de dos etapas, ya que todos los motores se encendían en el despegue, lo que facilitaba las pruebas de problemas de hardware durante las comprobaciones previas al lanzamiento.
Poco después de ser elegidos para el programa a principios de 1959, los astronautas de Mercury fueron llevados a ver la segunda prueba del Atlas de la serie D, que explotó un minuto después del lanzamiento. Esta fue la quinta falla consecutiva completa o parcial del Atlas y el propulsor en este punto no era lo suficientemente confiable como para llevar una ojiva nuclear o un satélite sin tripulación, y mucho menos un pasajero humano. Los planes para Atlas de tasa humana estaban efectivamente todavía en la mesa de dibujo y Convair estimó que se lograría un 75% de confiabilidad a principios de 1961 y un 85% de confiabilidad para fines de año. A pesar de los problemas de desarrollo del Atlas, la NASA tuvo la ventaja de llevar a cabo el Proyecto Mercury simultáneamente con el programa de I + D Atlas, que proporcionó muchos vuelos de prueba para extraer datos y probar equipos modificados para Mercury.

## Seguro de calidad
Aparte de las modificaciones que se describen a continuación, Convair reservó una línea de ensamblaje separada dedicada a los vehículos Mercury-Atlas que contaba con personal que recibió orientación y capacitación especial sobre la importancia del programa espacial tripulado y la necesidad de un alto grado de mano de obra de calidad como sea posible. Los componentes utilizados en los vehículos Mercury-Atlas se sometieron a pruebas exhaustivas para garantizar la calidad de fabricación y las condiciones de funcionamiento adecuadas; además, se rechazarían los componentes y subsistemas con horas de funcionamiento excesivas, rendimiento fuera de especificación y registros de inspección cuestionables. Todos los componentes aprobados para el programa Mercury se asignaron y almacenaron por separado del hardware destinado a otros programas Atlas y se realizaron procedimientos de manipulación especiales para protegerlos de daños. La inspección de fábrica de los vehículos Mercury fue realizada por personal de Convair especialmente elegido por su experiencia, familiaridad con el hardware Atlas y que había demostrado una disposición favorable y ética de trabajo.
Los sistemas de propulsión utilizados para los vehículos Mercury se limitarían a los modelos Atlas estándar de la serie D de los motores Rocketdyne MA-2 que habían sido probados y se encontró que tenían parámetros de rendimiento que coincidían estrechamente con las especificaciones de la NASA. La NASA decidió que la mejor opción de motores serían las unidades con un rendimiento de nivel medio. Los motores con un rendimiento superior al promedio no se consideraron aceptables porque nadie podía determinar exactamente por qué un conjunto determinado de motores funcionaba de la forma en que lo hacía, por lo que se consideró más seguro utilizar motores de rendimiento medio.
En su mayor parte, la NASA prefirió mantenerse conservadora con los vehículos Mercury y evitar modificarlos más de lo necesario. Las modificaciones al Atlas se limitarían en gran medida a aquellas que mejoraran la seguridad del piloto y la configuración estándar del Atlas de la serie D se mantendría tanto como fuera posible, por lo que no se utilizarían las diversas mejoras realizadas en los últimos misiles Atlas. Se prefirieron varios equipos y procedimientos utilizados con los vehículos Mercury, aunque obsoletos y, a menudo, no eran los mejores ni los más recientes, porque estaban probados y se entendían bien. Cualquier cambio de equipo o hardware nuevo realizado en los vehículos Mercury tuvo que volar en al menos tres pruebas de I + D de Atlas antes de que la NASA los aprobara para su uso. A pesar del conservadurismo y la precaución que se tomaron con el diseño de los vehículos Mercury, no obstante, se llevaron a cabo una gran cantidad de cambios durante los 4 años y medio del programa a partir de las lecciones aprendidas y el énfasis en el control de calidad se hizo más estricto con el paso del tiempo; los dos últimos vuelos de Mercury recibieron un nivel de prueba e inspección previa al vuelo que era inaudito cuando Big Joe 1 voló en 1959.
Todos los vehículos de lanzamiento tendrían que estar completos y listos para volar en el momento de la entrega a Cabo Cañaveral sin componentes faltantes o modificaciones / actualizaciones no programadas. Después de la entrega, se llevaría a cabo una inspección completa del propulsor y antes del lanzamiento, una junta de revisión de vuelo se reuniría para aprobar cada propulsor como listo para volar. La junta de revisión llevaría a cabo una descripción general de todas las comprobaciones previas al lanzamiento y las reparaciones / modificaciones de hardware. Además, los vuelos de Atlas durante los últimos meses en los programas de la NASA y de la Fuerza Aérea serían revisados para asegurarse de que no ocurrieran fallas relacionadas con componentes o procedimientos relevantes para el Proyecto Mercury.
El Programa de Garantía de Calidad de la NASA significó que cada vehículo Mercury-Atlas tomó el doble de tiempo para fabricarse y ensamblarse que un Atlas diseñado para misiones sin tripulación y tres veces más tiempo para probar y verificar para vuelo.

## Sistemas modificados

### Sensor de aborto
Un elemento central de estos esfuerzos fue el desarrollo del Sistema de Implementación y Detección de Abortos (ASIS), que detectaría fallas en los diversos componentes del Atlas y provocaría un aborto de lanzamiento si fuera necesario. Se incorporó redundancia adicional; si el propio ASIS fallaba, la pérdida de energía también provocaría un aborto. El sistema se probó en algunos vuelos Atlas ICBM antes de Mercury-Atlas 1 en julio de 1960, donde fue operado en circuito abierto (MA-3 en abril de 1961 sería el primer vuelo en circuito cerrado).
El sistema de escape de lanzamiento de Mercury (LES) utilizado en los lanzamientos de Redstone y Atlas era idéntico, pero el sistema ASIS variaba considerablemente entre los dos propulsores, ya que Atlas era un vehículo mucho más grande y complejo con cinco motores, dos de los cuales se desecharon durante el vuelo, un sistema de guía más sofisticado y tanques de globos inflados que requerían una presión constante para no colapsar.
Los datos de las pruebas de vuelo de Atlas se utilizaron para elaborar una lista de los modos de falla más probables para los vehículos de la serie D, sin embargo, las razones de simplicidad dictaron que solo se podía monitorear un número limitado de parámetros de refuerzo. Un aborto podría desencadenarse por las siguientes condiciones, todas las cuales podrían ser indicativas de una falla catastrófica:
- La trayectoria de vuelo del propulsor se desvió demasiado de la trayectoria planificada
- El empuje del motor o la presión hidráulica cayeron por debajo de cierto nivel
- La presión del tanque de propulsor cayó por debajo de cierto nivel
- El mamparo del tanque intermedio mostró signos de pérdida de integridad estructural
- El sistema eléctrico de refuerzo dejó de funcionar.
- El sistema ASIS dejó de funcionar

El sistema ASIS se consideró necesario porque algunas fallas de vuelo de los vehículos Atlas (por ejemplo, Atlas 6B) ocurrieron tan rápido que sería casi imposible que el astronauta reaccionara a tiempo para activar manualmente el LES. Otros modos de falla, como una desviación de la trayectoria de vuelo correcta, no necesariamente representaban un peligro inmediato para la seguridad del astronauta, y el vuelo podía abortarse manualmente.

### Tasa de giroscopios
El paquete de giroscopio de velocidad se colocó mucho más cerca de la sección delantera del tanque LOX debido a que la combinación Mercury / LES era considerablemente más larga que una ojiva y, por lo tanto, producía diferentes características aerodinámicas (el paquete de giroscopio Atlas D estándar todavía se conservaba en el vehículo para el uso del ASIS). Mercury-Atlas 5 también agregó una nueva característica de confiabilidad: sensores de movimiento para garantizar el funcionamiento adecuado de los giroscopios antes del lanzamiento. Esta idea se había concebido originalmente cuando el primer lanzamiento del Atlas B en 1958 se salió de control y se destruyó después de ser lanzado con un giróscopo de guiñada que no funcionaba, pero se incorporó gradualmente a los vehículos Atlas solo gradualmente. Otra prueba de misiles Atlas en 1961 también se destruyó durante el lanzamiento, en ese caso porque la velocidad del motor del giroscopio era demasiado baja. Los sensores de movimiento eliminarían así este modo de falla.

### Seguridad de alcance
El sistema de seguridad de la gama también se modificó para el programa Mercury. Habría una demora de tres segundos entre el corte del motor y la activación de las cargas de destrucción para darle tiempo al LES para llevar la cápsula a un lugar seguro. Más específicamente, si se envió el comando de destrucción de Range Safety, el sistema ASIS permitiría que pasara la señal de corte del motor, mientras que bloqueaba la señal de destrucción durante tres segundos. La disminución en el rendimiento del motor sería detectada por el ASIS, que activaría el LES, después de lo cual la señal de destrucción se desbloquearía y destruiría el vehículo de lanzamiento. El sistema ASIS tampoco podía detener el empuje del motor durante los primeros 30 segundos de vuelo para evitar que un vehículo de lanzamiento que funcionara mal descendiera sobre o alrededor del área de la plataforma; Durante este tiempo, solo el Oficial de seguridad de campo podría enviar un comando de corte manual.

### Piloto automático
Los misiles Atlas de la serie D llevaban el anticuado piloto automático electromecánico (conocido como el piloto automático "redondo" debido a la forma de los contenedores en los que se alojaban sus componentes principales), pero en los vehículos Mercury, se decidió utilizar el "cuadrado transistorizado" más nuevo. "piloto automático desarrollado para los misiles de las series E y F. Los primeros tres vehículos Mercury-Atlas todavía tenían el piloto automático redondo y volaron por primera vez en Mercury-Atlas 3, pero fallaron desastrosamente cuando el propulsor no realizó la maniobra de salto programada y tuvo que ser destruido por la acción de Range Safety. Posteriormente, el programador de misiles fue recuperado y examinado. Si bien no se identificó la causa exacta de la falla, se propusieron varias causas y se realizaron varias modificaciones al programador. En Mercury-Atlas 4, los altos niveles de vibración en vuelo dieron como resultado más modificaciones y finalmente funcionó perfectamente en Mercury-Atlas 5.

### Antena
La antena de guía se modificó para reducir la interferencia de la señal.

### Válvula de ebullición LOX
Los vehículos Mercury-Atlas utilizaron la válvula de ebullición del Atlas de la serie C en lugar de la válvula estándar de la serie D por razones de confiabilidad y ahorro de peso.

### Sensores de combustión
La inestabilidad de la combustión era un problema importante que debía solucionarse. Aunque en su mayoría solo ocurrió en las pruebas de disparo estático de los motores MA-2, tres lanzamientos (Misiles 3D, 51D y 48D) habían demostrado que un empuje inestable en un motor podría resultar en una falla catastrófica inmediata de todo el misil ya que el motor falló. y se rompió, lo que provocó un incendio en la sección de empuje. En Missile 3D, esto había ocurrido en vuelo después de que una fuga de propulsor dejó sin LOX a un motor de refuerzo y provocó un empuje reducido e inestable y una falla del motor. Los otros dos lanzamientos sufrieron una combustión brusca al arrancar el motor, lo que terminó en explosiones que dañaron gravemente el soporte de lanzamiento. Por lo tanto, se decidió instalar sensores adicionales en los motores para monitorear los niveles de combustión y el amplificador también se mantendría presionado en la almohadilla durante unos momentos después del encendido para garantizar un empuje suave. Los motores también usarían un "arranque en húmedo", lo que significa que los tubos del motor contendrían un fluido inerte para actuar como amortiguador (tanto el 51D como el 48D habían usado arranques en seco, sin fluido en los tubos del motor). Si el amplificador no pasa la verificación, se apagará automáticamente. Una vez más, estas actualizaciones requirieron pruebas en vuelos de I + D de Atlas. A fines de 1961, después de que un tercer misil (27E) explotara en la plataforma debido a la inestabilidad de la combustión, Convair desarrolló un sistema de propulsión significativamente mejorado que incluía inyectores de combustible desconcertados y un encendedor hipergólico en lugar del método pirotécnico, pero la NASA no estaba dispuesta a poner en peligro a John. El próximo vuelo de Glenn con estas modificaciones no probadas y, por lo tanto, se negó a instalarlas en el propulsor de Mercury-Atlas 6. Como tal, ese y el vuelo de Scott Carpenter en MA-7 utilizaron el sistema de propulsión Atlas de estilo antiguo y la nueva variante no se empleó hasta el vuelo de Wally Schirra a fines de 1962.
Las pruebas estáticas de los motores Rocketdyne habían producido inestabilidad de combustión de alta frecuencia, en lo que se conocía como el efecto de "pista de carreras" en el que el propulsor ardiente giraba alrededor de la cabeza del inyector, destruyéndolo finalmente por ondas de choque. En los lanzamientos de Atlas 51D y 48D, las fallas fueron causadas por una combustión áspera de bajo orden que rompió la cabeza del inyector y el domo LOX, causando un incendio en la sección de empuje que condujo a la eventual pérdida completa del misil. La razón exacta de las fallas consecutivas de inestabilidad de combustión en 51D y 48D no se determinó con certeza, aunque se propusieron varias causas. Este problema se resolvió instalando deflectores en el cabezal del inyector para romper el propulsor en remolino, a expensas de algo de rendimiento, ya que los deflectores añadieron peso adicional y redujeron el número de orificios del inyector por los que se rociaron los propulsores. Las lecciones aprendidas con el programa Atlas más tarde resultaron vitales para el desarrollo del motor Saturn F-1 mucho más grande.

### Sistema eléctrico
Se agregó redundancia al circuito eléctrico del sistema de propulsión para garantizar que SECO ocurriera a tiempo y cuando se lo ordene. El sistema de alimentación de combustible LOX recibió redundancia de cableado adicional para garantizar que las válvulas del propulsor se abran en la secuencia adecuada durante el arranque del motor.

### Mamparo del tanque
Los vehículos de mercurio hasta MA-6 tenían aislamiento de espuma en el mamparo intermedio para evitar que el LOX súper frío hiciera que el RP-1 se congelara. Durante las reparaciones de MA-6 antes del vuelo de John Glenn, se decidió quitar el aislamiento por ser innecesario y un impedimento durante el servicio de los propulsores en el campo. La NASA envió un memorando a GD / A solicitando que los vehículos Mercury-Atlas posteriores no incluyan aislamiento de mamparo.

### TurbobombaLOX
A principios de 1962, dos pruebas de motor estático y un lanzamiento (Misil 11F) fueron víctimas de explosiones de turbobomba LOX causadas por el roce de las palas del impulsor contra la carcasa metálica de la bomba y creando una chispa de fricción. Esto sucedió después de más de tres años de vuelos de Atlas sin problemas de turbobomba y no estaba claro por qué ocurrió el roce, pero todos los episodios de esto sucedieron cuando la válvula de entrada del sostenedor se movía a la posición "abierta" lista para el vuelo y mientras se ejecutaba hardware no probado. modificaciones. Se añadió un revestimiento de plástico a la turbobomba LOX para evitar el roce por fricción. Además, Atlas 113D, el propulsor utilizado para el vuelo de Wally Schirra, recibió una PFRT (Prueba de preparación previa al vuelo) para verificar la funcionalidad adecuada del sistema de propulsión.

### Sistema neumático
Los vehículos Mercury usaban un sistema neumático Atlas estándar de la serie D, aunque se realizaron estudios sobre la causa de la fluctuación de la presión del tanque, que se sabía que ocurría bajo ciertas condiciones de carga útil. Estos estudios encontraron que el regulador de helio utilizado en los primeros vehículos de la serie D tenía una tendencia a inducir vibraciones resonantes durante el lanzamiento, pero desde entonces se habían realizado varias modificaciones al sistema neumático, incluido el uso de un regulador de modelo más nuevo que no producía esto. efecto.

### Sistema de utilización de propulsante
En el caso de que el sistema de guía no pudiera emitir el comando de corte discreto al motor sustentador y se quemara hasta el agotamiento del propulsor, existía la posibilidad de una parada rica en LOX que podría resultar en daños a los componentes del motor por las altas temperaturas. Por razones de seguridad, el sistema PU se modificó para aumentar el flujo de LOX al motor sustentador diez segundos antes de SECO. Esto fue para garantizar que el suministro de LOX se agotara por completo en SECO y evitar un apagado rico en LOX.

### Piel
Después de que MA-1 fuera destruido en vuelo debido a una falla estructural, la NASA comenzó a solicitar que Convair entregara Atlas con una piel más gruesa. Atlas 10D (así como su vehículo de respaldo 20D que luego se usó para el primer vuelo Atlas-Able), el refuerzo usado para la prueba Big Joe en septiembre de 1959, lucía una piel gruesa y verificó que esto era necesario para la pesada cápsula Mercury. . Atlas 100D sería el primer refuerzo de piel gruesa entregado, mientras que, mientras tanto, el refuerzo de MA-2 (67D), que todavía era un modelo de piel delgada, tenía que estar equipado con una banda de refuerzo de acero en la interfaz entre la cápsula y el refuerzo. . Según los planes originales, Atlas 77D debía haber sido el refuerzo utilizado para MA-3. Recibió su inspección de despliegue de fábrica en septiembre de 1960, pero poco después, salieron los hallazgos posteriores al vuelo para MA-1, lo que llevó a que el 77D de piel delgada fuera retirado del mercado y reemplazado por 100D.

### Guía
La fase de vernier solo, que se utilizaría en los misiles balísticos intercontinentales para ajustar la velocidad del misil después del corte del sustentador, se eliminó del programa de guía en aras de la simplicidad, así como la mejora del rendimiento y la capacidad de elevación. Dado que los vuelos orbitales requerían una trayectoria de vuelo extremadamente diferente a la de los misiles, las antenas de guía tuvieron que rediseñarse por completo para garantizar la máxima intensidad de la señal. Los motores de cohete posigrado en la parte superior del Atlas, diseñados para empujar el misil gastado lejos de la ojiva, se trasladaron a la propia cápsula Mercury. Esto también requirió agregar un escudo de aislamiento de fibra de vidrio a la cúpula del tanque LOX para que los motores del cohete no lo rompieran.

### Alineación del motor
Un fenómeno común y normalmente inofensivo en los vehículos Atlas fue la tendencia del propulsor a desarrollar un ligero balanceo en los primeros segundos después del despegue debido a que el piloto automático aún no se activa. Sin embargo, en algunos vuelos, el propulsor desarrolló suficiente movimiento de balanceo como para desencadenar potencialmente una condición de aborto si hubiera sido un lanzamiento con tripulación. Aunque el escape de la turbina del Atlas impartió algo de balanceo de forma natural, esto no podía explicar todo el problema, que en cambio tenía más que ver con la alineación del motor. Los datos de aceptación del proveedor del motor (Rocketdyne) mostraron que un grupo de 81 motores tenía un movimiento de balanceo promedio en la misma dirección de aproximadamente la misma magnitud que el experimentado en vuelo. Aunque los datos del banco de pruebas de aceptación y la experiencia de vuelo en motores individuales no se correlacionaron, se determinó que compensar la alineación de los motores de refuerzo podría contrarrestar este movimiento de balanceo y minimizar la tendencia de balanceo en el despegue. Después de que el vuelo Mercury de Schirra experimentó problemas momentáneos de balanceo al principio del lanzamiento, el cambio se incorporó al propulsor de Gordon Cooper en el MA-9.

## Lanzamientos
Se lanzaron nueve LV-3B, dos en vuelos de prueba suborbitales sin tripulación, tres en vuelos de prueba orbitales sin tripulación y cuatro con naves espaciales Mercury tripuladas . Los lanzamientos de Atlas LV-3B se realizaron desde el Complejo de Lanzamiento 14 en la Estación de la Fuerza Aérea de Cabo Cañaveral, Florida. 
Voló por primera vez el 29 de julio de 1960, realizando el vuelo de prueba suborbital Mercury-Atlas 1. El cohete sufrió una falla estructural poco después del lanzamiento y, como resultado, no pudo colocar la nave espacial en su trayectoria prevista.[cita requerida] Además del vuelo inaugural, el primer lanzamiento orbital, Mercury-Atlas 3 también falló. Esta falla se debió a un problema con el sistema de guía que no ejecutó los comandos de cabeceo y alabeo, lo que requirió que el Oficial de seguridad de campo destruyera el vehículo. La nave espacial se separó mediante su sistema de escape de lanzamiento y fue recuperada 1,8 kilómetros (1,1 mi) desde la plataforma de lanzamiento.
Se planificó una nueva serie de lanzamientos de Mercury, que habrían utilizado LV-3B adicionales; sin embargo, estos vuelos se cancelaron después del éxito de las misiones iniciales de Mercury.[cita requerida] El último lanzamiento de LV-3B se llevó a cabo el 15 de mayo de 1963, para el lanzamiento de Mercury-Atlas 9 . La NASA originalmente planeó usar vehículos LV-3B sobrantes para lanzar vehículos de destino Gemini-Agena, sin embargo, un aumento en la financiación durante 1964 significó que la agencia podría permitirse comprar vehículos Atlas SLV-3 nuevos en su lugar, por lo que la idea fue descartada.

## Vehículos Mercury-Atlas construidos y eventual disposición
- 10D — Lanzamiento de Big Joe 9/9/59
- 20D: vehículo de respaldo para Big Joe. Reasignado al programa Atlas-Able y lanzado el 26/11/59.
- 50D — Lanzamiento Mercury-Atlas 1 29/7/60
- 67D — Lanzamiento de Mercury-Atlas 2 21/2/61
- 77D: vehículo de lanzamiento original para Mercury-Atlas 3, reemplazado por Atlas 100D después de los hallazgos posteriores al vuelo de Mercury-Atlas 1
- 88D — Lanzamiento Mercury-Atlas 4 13/9/61
- 93D — Lanzamiento Mercury-Atlas 5 29/11/61
- 100D — Lanzamiento Mercury-Atlas 3 25/4/61
- 103D: cancelado
- 107D: Lanzamiento de Aurora 7 ( Mercury-Atlas 7 ) 24/5/62
- 109D — Lanzamiento de Friendship 7 ( Mercury-Atlas 6 ) 21/2/62
- 113D: Lanzamiento de Sigma 7 ( Mercury-Atlas 8 ) 3/10/62
- 130D — Lanzamiento de Faith 7 ( Mercury-Atlas 9 ) 15/5/63
- 144D: cancelado, fue un vehículo de lanzamiento planeado para Mercury-Atlas 10
- 152D: cancelado
- 167D: cancelado